# Les Disques Gamma
Les Disques Gamma (anglais : Gamma Records) est une maison de disques fondée à Montréal en 1965 par les frères Lazare (Daniel et Jack).
À ses débuts, la maison Les Disques Gamma regroupe un nombre impressionnant d'artistes québécois notamment Les 222 ( The 222s ), Christine Charbonneau, Robert Charlebois, Clémence DesRochers, Louise Forestier, Pauline Julien, Raymond Lévesque, Georges Dor, Philippe von Horns, Monique Miville-Deschènes, Nathalie Suzanne, Claire Cyril, Claude Gauthier, Tex Lecor et plusieurs autres. En 1969, Gamma se met à l'international et établit son site d'opération en France. Gamma International devient un joueur important dans le rayonnement des artistes québécois à l'étranger. Sa mission est celle de remplacer Les Disques Barclay qui, jusque-là, représente bon nombre d'artistes québécois sur la scène française et européenne, mais aussi celle de prendre en charge la distribution d'enregistrements européens, tels Marie Laforêt, Éric Charden, Francis Lai et Mike Brant, vers le Québec. En 1979, près de 150 microsillons d'artistes auteurs-compositeurs et interprètes paraissent chez Les Disques Gamma.
Au Québec, les microsillons produits chez Les Disques Gamma sont distribués par Alta Musique Distribution, ensuite par Distribution Trans-Canada qui devient Musicor en 1992, et en 2011 par Distribution Select. À partir de 1980, Gamma ralentit ses activités peu à peu mais la compagnie existe toujours, même en dépit du fait qu'en 1991 les frères Lazare affrontent l'imminence d'une faillite.

## Équipe de direction
- Jack Lazare : Président
- Daniel Lazare : Directeur artistique et producteur exécutif